# دیگا نیکایا
دیگا نیکایا (انگلیسی: Dīgha Nikāya) به معنی مجموعه گفتارهای طولانی یک کتاب مقدس آیین بودایی است، اولین مورد از پنج نیکایاها، یا مجموعه، در پیتاکا سوترا، که یکی از «سه سبدی» است که تریپیتاکای ترواده بودیسم به زبان پالی را تشکیل می‌دهد. برخی از متداول‌ترین سوتراهای ارجاع شده از دیگا نیکایا عبارتند از ماها-پارینیبانا سوترا (DN 16) که روزهای پایانی و مرگ بودا را توصیف می‌کند، سیگالوادا سوترا (DN 31) که در آن بودا در مورد اخلاق بحث می‌کند. و اعمال برای پیروان غیر روحانی، و سامانناپالا سوترا (DN 2)، براهاماجالا سوترا (DN 1) که دیدگاه بودا و سایر زاهدان هند را در مورد جهان و زمان (گذشته، حال و آینده) توصیف و مقایسه می‌کند؛ و پوتهاپادا سوترا (DN 9)، که مزایا و تمرین مراقبه ساماتا را توصیف می‌کند. همچنین در «کاکاواتی شیاندا سوترا» (Cakkavatti Sihanada Sutta) به مایتریا (DN 26) اشاره شده است.